# 傑里科 (博亞卡省)

傑里科（西班牙語：Jericó），是哥倫比亞的城鎮，位於該國東北部博亞卡省，距離通哈158公里，面積179平方公里，始建於1821年10月28日，2005年人口4,538，人口密度每平方公里28人。
6°08′57″N 72°33′18″W / 6.14917°N 72.555°W